# Carl Credé
Carl Siegmund Franz Credé (ur. 23 grudnia 1819 w Berlinie, zm. 14 marca 1892 w Lipsku) – niemiecki lekarz ginekolog i położnik.
W latach 1856–1887 profesor położnictwa na Uniwersytecie w Lipsku. W 1860 roku wprowadził do położnictwa metodę masażu i ugniatania dna macicy przez powłoki brzuszne w celu wydalenia popłodu po porodzie. W 1870 roku założył czasopismo „Archiv für Gynäkologie”. W 1879 roku wprowadził metodę profilaktyki rzeżączkowego zapalenia spojówki u noworodków przez zakraplanie oczu 1% roztworem azotanu srebra (zabieg Credégo).